# British Home Championship 1946/47
Die British Home Championship 1946/47 war die 52. Auflage des im Round-Robin-System ausgetragenen Fußballwettbewerbs zwischen den vier britischen Nationalmannschaften von England, Irland (ab 1950/51 Nordirland), Schottland und Wales.
| Pl. | Nationalmannschaft | Sp. | S | U | N | Tore    | Punkte |
| --- | ------------------ | --- | - | - | - | ------- | ------ |
| 1.  | England            | 3   | 2 | 1 | 0 | 011:300 | 05:10  |
| 2.  | Irland             | 3   | 1 | 1 | 1 | 004:800 | 03:30  |
| 3.  | Wales              | 3   | 1 | 0 | 2 | 004:600 | 02:40  |
| 4.  | Schottland         | 3   | 0 | 2 | 1 | 002:400 | 02:40  |

|                                                 |   |            |           |
| 28. September 1946 in Belfast (Windsor Park)    |   |            |           |
| Irland                                          | – | England    | 2:7 (0:3) |
| 19. Oktober 1946 in Wrexham (Racecourse Ground) |   |            |           |
| Wales                                           | – | Schottland | 3:1 (0:0) |
| 13. November 1946 in Manchester (Maine Road)    |   |            |           |
| England                                         | – | Wales      | 3:0 (3:0) |
| 27. November 1946 in Glasgow (Hampden Park)     |   |            |           |
| Schottland                                      | – | Irland     | 0:0       |
| 12. April 1947 in London (Wembley Stadium)      |   |            |           |
| England                                         | – | Schottland | 1:1 (0:1) |
| 16. April 1947 in Belfast (Windsor Park)        |   |            |           |
| Irland                                          | – | Wales      | 2:1 (1:1) |